# Clarisse Francillon
Clarisse Francillon (* 26. Januar 1899 in Saint-Imier; † 12. Juli 1976 in Vevey; heimatberechtigt in Lausanne und Saint-Imier) war eine Schweizer Schriftstellerin.

## Leben
Clarisse Francillon war die Tochter des Uhrenfabrikanten Ernest-Etienne Francillon und die Enkelin des Ernest Francillon. Nach ihrer Schulzeit in Saint-Imier und Nizza studierte sie in Aix-en-Provence. Sie hatte einen wechselnden Aufenthalt in Paris, der Schweiz und der Provence.
In ihrem Werk schilderte die Schriftstellerin das Innenleben vorwiegend weiblicher Figuren, die zwischen dem Drang nach Freiheit und persönlicher Würde und den Zwängen von Erziehung und Gesellschaft zerrissen sind. Sie trat für die Emanzipation der Frau ein und beteiligte sich kreativ am Protest. Francillon schrieb hauptsächlich Romane (La Mivoie 1935, Le Plaisir de Dieu 1938, La Lettre 1958) und Novellen (Les Nuits sans fête 1942, Le Quartier 1958). Zudem übersetzte sie Werke von Malcolm Lowry; insbesondere machte sie den Titel Under the Volcano (französisch: Au-dessous du volcan, 1950) einer breiten französischsprachigen Leserschaft zugänglich.